# Núi Tô Thị
Núi Tô Thị (còn gọi là núi Vọng Phu) là một ngọn núi tại phường Tam Thanh, thành phố Lạng Sơn, tỉnh Lạng Sơn. Trên đỉnh núi có tảng đá tự nhiên giống hình người phụ nữ bồng con nhìn về phương xa. Núi Tô Thị không chỉ nổi bật ở cảnh quan tự nhiên, kiến trúc ngôi chùa động linh thiêng, độc đáo mà còn lưu giữ trong mình nhiều giá trị đặc biệt quan trọng về văn hóa, nghệ thuật và lịch sử gắn liền với các văn sĩ nổi tiếng như Ngô Thì Sĩ, Nguyễn Du.
Gần núi Tô Thị có các địa điểm tham quan nổi tiếng như: Chùa Thành, đền Kỳ Cùng, chùa Tiên, chợ Kỳ Lừa...

## Hòn Vọng Phu
Núi Tô Thị gắn liền với hòn đá Vọng Phu, với truyện cổ tích nàng Tô Thị bồng con chung thủy đứng chờ chồng đi đánh trận ở phương Bắc. Chờ mãi không được, nàng cùng con đã hóa đá. Chính vì thế nên người đời cũng gọi tảng đá Vọng Phu, tảng đá này còn nổi tiếng nhờ có những bài thơ đề vịnh của các nhà Nho danh tiếng như Nguyễn Trãi, Nguyễn Du.
Ca dao Việt Nam có câu:
| “ | Đồng Đăng có phố Kỳ Lừa Có nàng Tô Thị, có chùa Tam Thanh. | ” |

Tuy nhiên, hòn Vọng Phu nổi tiếng ở núi Tô Thị đã bị vỡ nát vào năm 1991. Sau này, một tượng bằng xi măng được đưa lên thay thế.
Bài thơ vịnh của Nguyễn Du trước đá Vọng Phu
Nguyên tác:
Thạch da, nhân da, bỉ hà nhân.
Độc lập sơn đầu thiên bách xuân
Vạn kiếp điều vô vân vũ mộng
Nhật trinh lư đắc cổ kim thân"

Dịch: 

Đá chăng? Người chăng? Đó là ai?
Đứng sững đầu non nghìn năm rồi
Muôn kiếp mây mưa không vướng mộng
Lòng son nay trước trọn bao đời.

Ngô Thì Sĩ (cha của Ngô Thì Nhiệm), một danh nhân của đời Lê Cảnh Hưng đã ghi vào quần thể văn hóa này một bài thơ nổi tiếng và khắc cả chân dung mình vào một động thạch nhũ.
Lời thơ:
Nhân cưỡi lừa chơi chốn động xưa
Dùng dằng bên động cảnh càng ưa
Suối trong đá trắng đường reo gọi.